# Beautiful River
Der Beautiful River (englisch beautiful für „schön“) ist ein Fluss im Norden der Südinsel Neuseelands.

## Geographie
Der Fluss entspringt an den südlichen Hängen des 1565 m hohen Centre Mountain in den Tasman Mountains. In seinem Lauf liegt der kleine Lake Barfoot, zudem nimmt er das Wasser des Abflusses des Lake Jewell auf. Der Beautiful River fließt in vornehmlich südsüdöstlicher Richtung entlang der Westflanke der Marshall Range bis zur Mündung in den Roaring Lion River, der seinerseits kurz darauf in den Karamea River mündet, über den das Wasser zur Tasmansee strömt.